# Коляда
Коляда́ — народно-християнське слов'янське свято в ніч з 24 на 25 грудня за новим стилем на честь початку нового року. Первісно було язичницьким слов'янським святом на честь повороту Сонця на весну. Установлення святкування Різдва Христового цього дня змінило акцент на постать Ісуса Христа і Святки (пор. біл. Каляды, лит. Kalėdos — Різдво).
Невід'ємними атрибутами свята були вшанування предків, догляд за господарством і спільна родинна вечеря з ворожіннями. За ними слідували подарунки рідним і колядування з розігруванням ритуальних сценок. За сучасності Коляда відоміша як Свят-вечір, де акцент робиться на спільній вечері. Колядки з часом віддалилися від свята Коляди, ставши частиною довших різдвяних традицій.

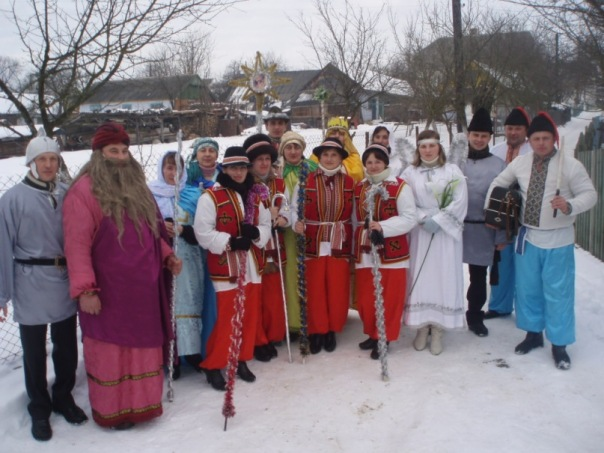
Сучасні українські колядники, с. Збора, Івано-Франківщина, 2011 р.

## Етимологія

### Праслов'янське запозичення з латинської мови
Основна версія походження слова «коляда» — давнє запозичення з латинської мови; прасл. *kolęda виводять від лат. Calendae («календи»), припускалося і посередництво при цьому грец. κάλανδαι (див. також: Календар). Новорічні «календе» справлялися дуже урочисто і супроводжувалося співом (колядуванням) особливих пісень (колядок). Це продовжувалося й за часів християнства, тому Церква поєднала свято Різдва зі старим Святом Нового Року, так що пізніше новорічні колядки бул цілком перенесено на Різдво. Від грец. κάλανδαι походять усі відповідні слов'янські назви; так само Рим свої Calendae поширив по цілій Європі.
|  | Саме слово «калянда», «календа», яким означалися давні греко-римські поганські обряди, перенесено на Різдвяні Свята і зробилося своїм словом у всіх романських, германських та слов'янських народів. Таким чином старе (поганське) свято і нове (християнське) стали поруч, обопільно впливаючи одно на друге: елементи ворожіння, привітань, переодягу, данини у християнському обряді пояснюється лише впливом поганського обряду, водохреща (хрещення водою), святі гості (Божа Мати, Ісус Христос, апостоли й інші святі), ходження Богородиці і багато інших лише під впливом християнських молитвених сюжетів проникли в колядкові пісні, що мають на меті привітання поганського новоліття. |

### Іранське походження
На думку Ксенофонта Сосенка, слово «коляда» походить з іранських мов й означає «сонце готове», «сонце тут»; свято Коляди означало принесення жертви божеству Сонця.
Іранські впливи в Україні визнає у своїй «Малій Українській Енциклопедії» професор Євген Онацький.

### Питомо слов'янське походження
Необґрунтовані версії питомо слов'янського походження слова, оскільки вони засновуються лише на фонетичній схожості деяких слов'янських лексем з «коляда». Ці гіпотези не згадуються в ЕСУМ і можуть бути віднесені до «народних» або «кабінетних» етимологій:
- Матвій Номис припускав, що «коляда» утворене від «коливо» і означало процес вживання цієї їжі[5];
- Дмитро Щепкін виводив його від «коль» + «еда», тобто «їда в колі», «колова їда»[5];
- П. Безонсов — від «колода» (ним начебто називали запалений пень, довкола якого сідали давні предки й відбували ритуальні церемонії)[5]
- Микола Костомаров — від слова «колесо», «коло», яке символізувало сонце, бога тепла[5].

### Інше
Професор Степан Килимник уважав, що попередником слова «коляда» було слово «корочун», яке означало «свято дня, що ступнево збільшується, а ніч скорочується». Але запевнити, що саме від того пішла назва «корочун», — зауважує Килимник, — дуже складно, або й зовсім можливо. На його думку, український цикл зимових свят наближений до циклу подібних грецьких та римських світ. А саме це свята «Врумалії» — від 24 листопада до 17 грудня на честь Діоніса; «Сатурналії» від 17 до 24 грудня; «Воти» від 24 грудня до 1 січня; останньому відповідають Коляда та пов'язані свята.
Стародавні назви свят, крім Калити та Корочуна, не збереглися, а з прийняттям християнства всім цим святам дано вже і християнські назви-замінники. Підставою зміни первісних назв вбачається протидія християнської церкви язичницьким традиціям на Русі-Україні з метою надати їм нового сенсу. Найдовше втримались в Європі «календи». Так, у праці англ. J.B.Rudnyckyj's dialectological field records and notes, 1934-1970 (Arch.133) припускається, що згадані свята могли прийти з Азії через Грецію та Рим в Європу. Тут вони набули європейської особливості, змісту, ідейності — кожен народ уклав у ці свята свою особливу притаманність, свою психіку, ідеї та вірування.

## Історія свята

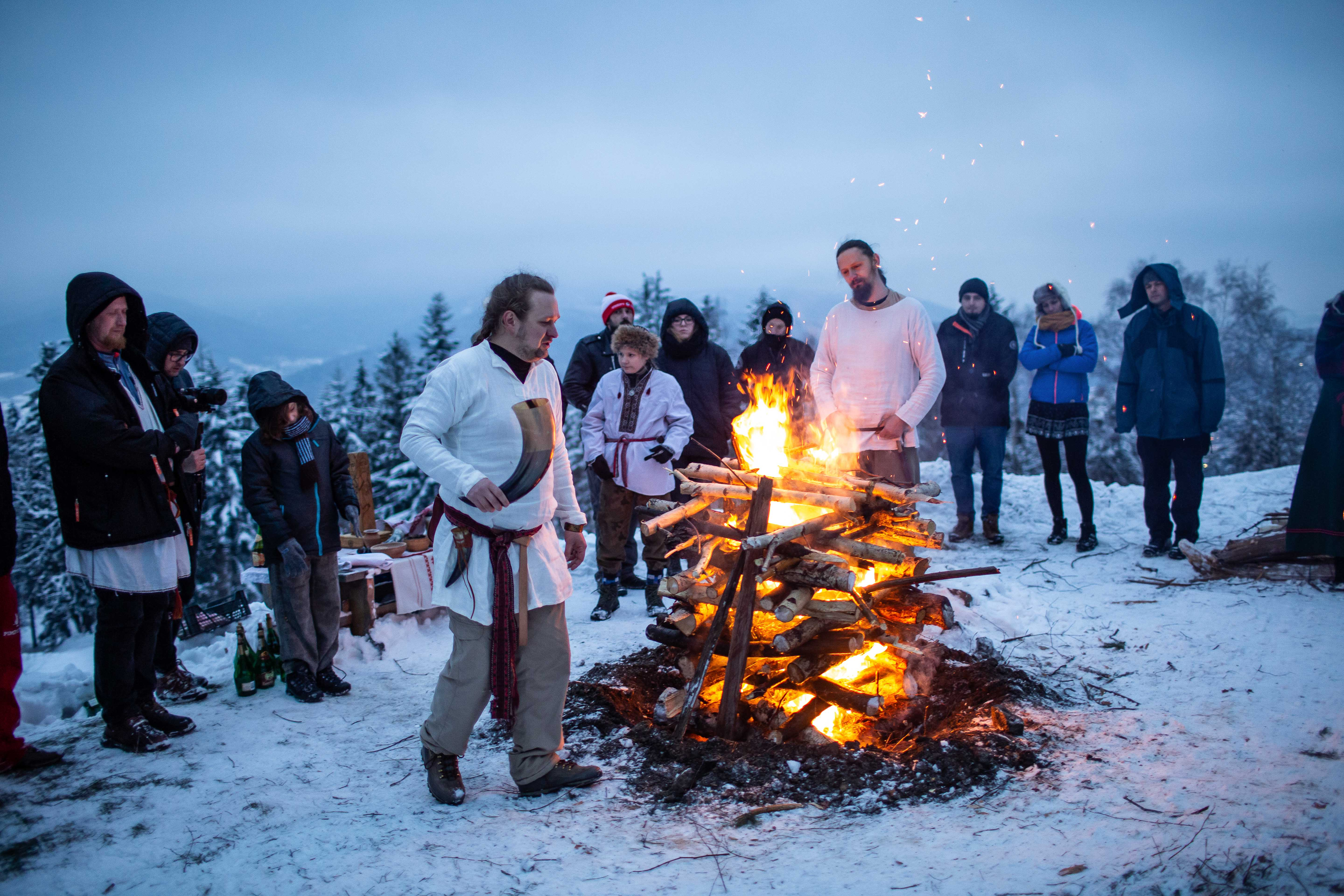
Реконструкція давнього свята Коляди, Польська церква рідновірів, 2018 р.

Фольклористичні дослідження свідчать, що давній ритуал колядування, відомий багатьом індоєвропейським народам, був ритуалом духів предків «Дідів». Уважалося, що «Діди» є своєрідними посередниками між світом живих і потойбічним світом, населеним різними потойбічними істотами — язичницькими богами, духами, що впливали на явища природи чи навіть керували ними, а також людським життям і смертю. Тому без звернення по допомогу до предків-покійників не обходилася жодна важлива подія чи ритуал у житті традиційної общини. Щонайменше раз на рік «Діди» ненадовго поверталися до світу живих. Це траплялося в таємничу й сакральну пору — період, коли кінець сонячного року стикався з його початком.

Уночі на переламі часу, як уявлялося, «Діди» відвідували своїх живих однокровників з метою привернути добро й багатство до кожної родини і тим, власне, зробити хід року, що настає, удалим для селянина. Ритуал обходу дворів у давнину, очевидно, здійснювали служителі язичницького культу: жерці, волхви, які перевтілювалися в образ вихідців з «того» світу. «Діди», у розумінні людей давніх часів, це завжди старі чоловіки, що прийшли здалеку. Саме тому обхідні ритуали згодом стали прерогативою тільки чоловічих та парубочих громад; роль колишнього головного жерця перебрав на себе колядний отаман, що в Україні звався Березою.

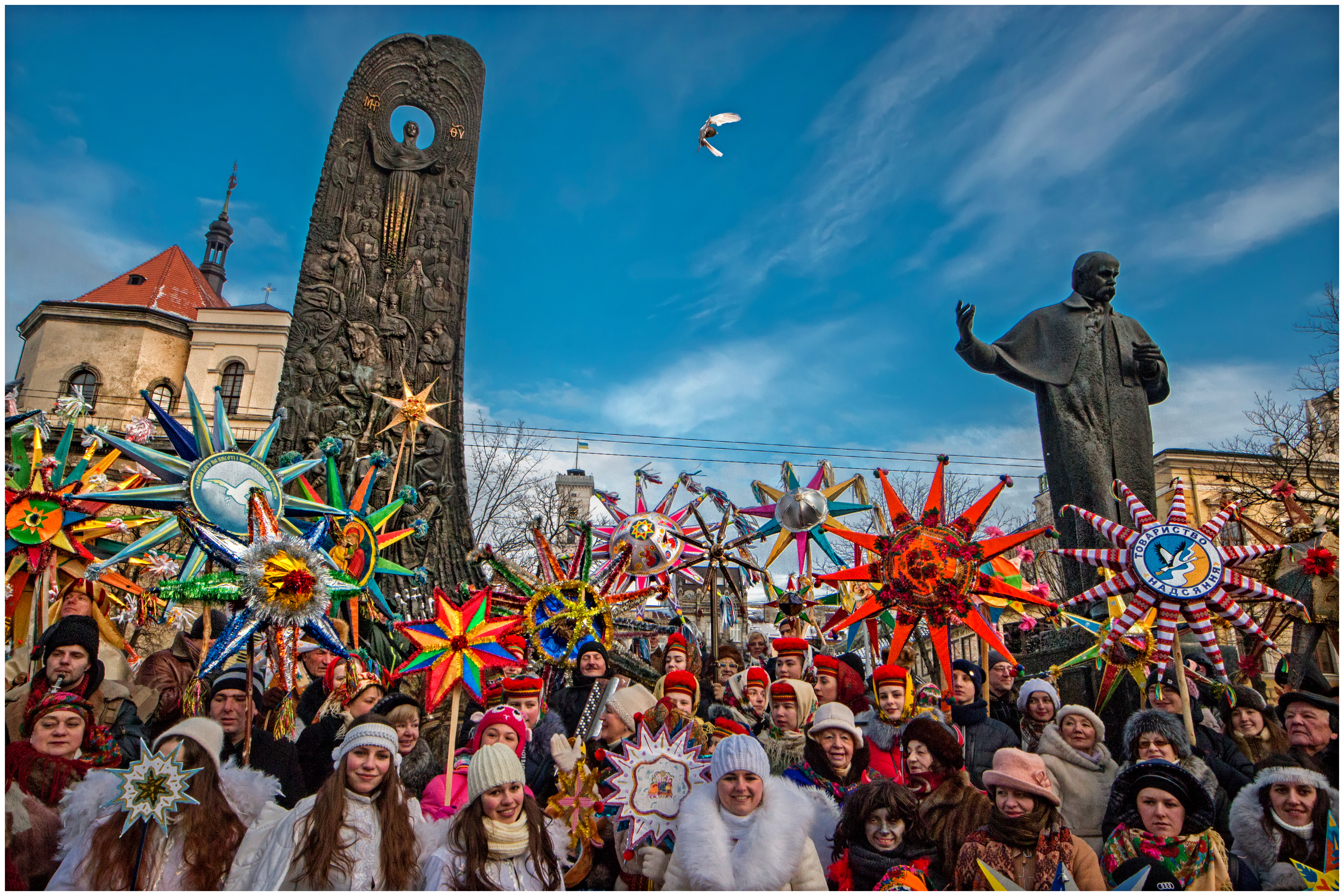
Різдвяний фестиваль у Львові, 2017 р.

До сьогодні традиція виключно чоловічого колядування-щедрування збереглася в деяких районах Карпат, а в інших регіонах — у ритуалі водіння «Кози». Обов'язковими зовнішніми ознаками колядників через зв'язок із духами «Дідами» були: сива борода та маска білого кольору на обличчі з великими страшними зубами, а неодмінним атрибутом — посох. Одяг і поведінка «Дідів» теж відповідали уявленням про «той» світ. Так, убранням колядників слугувало старе дрантя. «Діди» поводили себе досить незвичайно, навіть непристойно: могли зчинити галас, украсти чи перевернути в хаті все «догори дном», зняти й перенести на сусідню вулицю хазяйські ворота чи хвіртку тощо. Адже «той» світ і його вихідці, за уявленням пращурів, мали в усьому бути протилежними світу живих. Одночасно присутність цих духів мусила забезпечити добробут живим. Цим пояснювалося на диво шановливе ставлення як до їхніх дій та зовнішності, так і, головне, до сакральних канонічних текстів, що проспівувалися колядниками на спеціальну мелодію, яка звучала лише в цей відтинок часу і більше ніколи в році не повторювалася.
З прийняттям християнства старовинні обряди церква поступово поєднала із умовною датою народження Ісуса Христа. Тому в текстах багатьох українських колядок Ісус допомагає господарю виорати ниву, святі Петро й Павло поганяють йому волів, а Божа Мати носить на поле обід. Акценти в обрядах змістилися, і тепер на більшості українських територій різдвяно-новорічні обходи дворів відбуваються за участю жінок або дівчат. Відпала також необхідність в архаїчному ритуальному маскуванні та атрибутиці, які стали незрозумілими. У деяких різновидах новорічних обрядів («Коза», «Маланка») давні образи «Дідів» змінилися на актуальніші й тому стали зрозумілішими. Кумедні маски «Циганки», «Солдата», «Чорта» — це персонажі, які фігурують у різдвяному вертепі, що вже повністю базується на християнській ідеології та моралі, та часто відсилає не лише до релігійних сюжетів, а й обігрує політичні події. За незалежної України перервана комуністичним впливом традиція відродилася і отримала подальший розвиток. Наприклад, Чорта у вертепі замінюють гопники, з'являються алегоричні образи, що відсилають до актуальних подій. Відродився ляльковий вертеп.
Зараз в Україні Коляда асоціюється перш за все з колядками, які співають власне на свято Різдва Христового. Найкраще давні колядки збереглися на Гуцульщині (Галичині, Буковині та Закарпатті). Велику стійкість виявили святочні обряди, багато в чому зазначені рисами язичницької давнини, що нагадують як про вшанування новонародженого сонця, так і про культ предків. На більшості території України сучасне колядування триває до Водохреща 19 січня. Проте на Київщині до середини минулого століття колядники ходили від хати до хати аж до свята Стрітення Господнього 15 лютого.

## Святкування

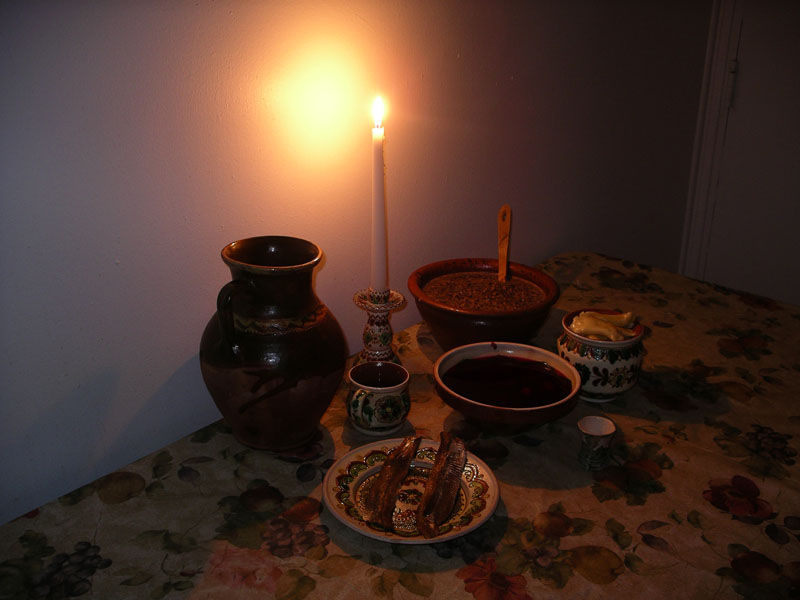
Страви на переддень Різдва

### Приготування
Свято Коляди позначає оновлення світу з початком нового року. Тому його супроводжують численні обряди очищення, заміни старого новим, приваблення добробуту й вигнання негараздів. Коляда ототожнюється з вечором-ніччю перед Різдвом Христовим, які припадають на 24-25 грудня (за старим стилем) або 6-7 січня (за новим стилем). Святкуванню Коляди в українців передувало прибирання в хаті, оновлення стін і долівки білою та кольоровою глиною, пошиття нового одягу для членів родини, купівля нового посуду. В деяких регіонах навіть такі ужиткові предмети, як макітра й макогін потрібно було мати нові. Запаси дров, меду, борошна, сіна, полотна тощо належало зробити до цього свята. Християнство наклало традицію прикрашання до Різдва ікон новими чи чистими рушниками, зіллям. У XVIII ст. ще існували традиції розмальовувати стіни квітами та різними символами, що пізніше збереглися в оформленні писанок. У XIX ст. зображеннями з паперу прикрашали вже тільки комини. За два-три дні до Різдва господарі, що мали пасіку, виготовляли свічки з воску. Зокрема, на Полтавщині це були 3 свічки «на Трійцю», тоді як в інших регіонах троєцькі свічки робили перед Спасом. Свічки в давнину були урочистими засобами освітлення, а зазвичай хати освітлювалися каганцями чи «скалками» — тонкими дерев'яними трісками. Також визначалися ролі для майбутнього колядування, а дівчата плели вінки з барвінку (оскільки він вічнозелений).
Вогонь для приготування страв на Коляду первісно добувався тертям дерева об дерево — так званий «живий вогонь». Обряд його добування існував у гуцулів ще в XIX ст. Худобу цього вечора належало погодувати, розчесати та лишити в хліві кухлик зі «святителями»: вуглинками та свяченою водою. Останніми приготуванням перед трапезою було розсипання господарем по хаті, надворі та в хліву, клуні маку-видюку, щоб відігнати нечисту силу, потурбуватися про худобу та розтрусити по підлозі сіно.

### Внесення дідуха
Головними язичницькими дійствами перед дня Різдва в українців є внесення в хату прикрашеного снопа — дідуха, що зазвичай виконується господарем і його сином, і спільна родинна вечеря, «Свята вечеря». Дідух, встановлений на покуті, символізує предків-покровителів роду — «дідів». За повір'ям, вони відвідують живих членів родини від 24 грудня до 1 січня щовечора і в цей час не можна виконувати іншої роботи, крім догляду за худобою. Гуцули вважали присутність духів такою близькою, що навіть обдмухували лавки, перед тим, як сісти, щоб не зайняти місце, де сидить чиясь душа.

### Святкова вечеря

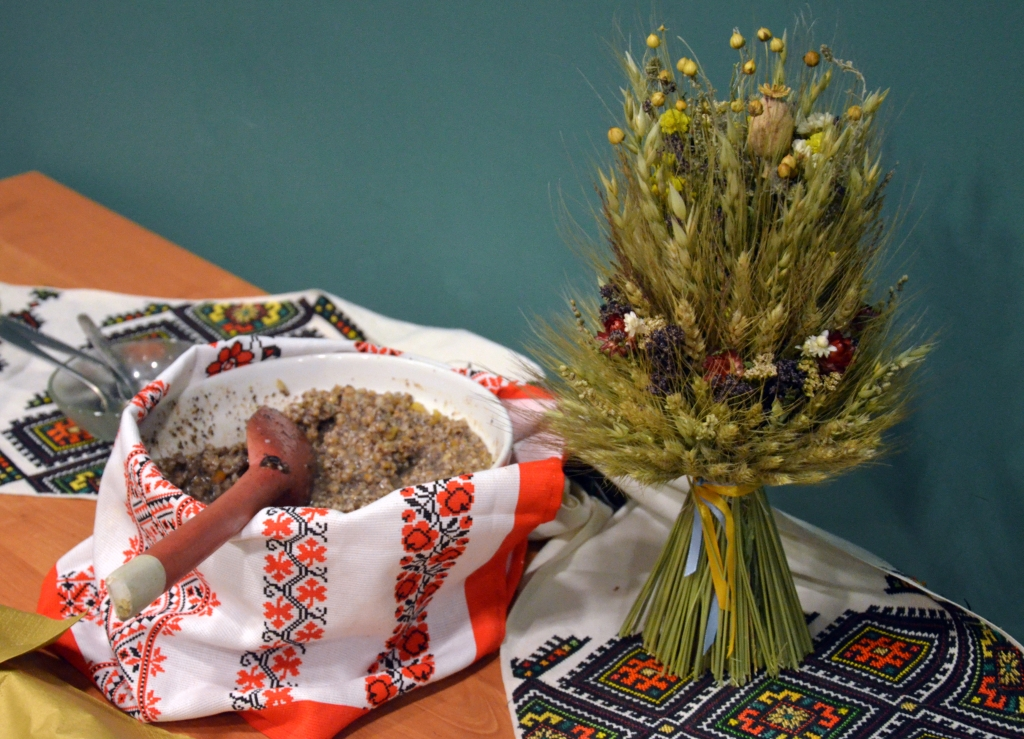
Кутя й дідух

На вечерю готується 12 пісних страв (у деяких місцевостях України 17) за кількістю місяців, з-поміж яких головна — це «багата кутя». Склад куті повинен був засвідчити багатство господарства та слугувати жертвою богові Велесу, щоб той дав наступного року щедрий врожай. Різні місцевості мали свій традиційний порядок подачі страв. Страви мають свій символізм кожна, наприклад, мед — життя, мак — сон-смерть.
Кутя, окремо залишена для дідів, призначалася для того, щоб заручитися їхньою допомогою в наступному році. Стіл для вечері на Коляду застелявся двома скатертинами: нижня для предків, верхня для живих. У поставлену в центрі столу паляницю або книш (товстий корж) вставлялася запалена свічка. Безпосередньо перед трапезою господар промовляв закляття, що різняться залежно від регіону. Вони могли призначатися для запрошення духів предків, Сонця, Місяця та Зірок, відганяння нечистої сили та морозу. Традиційно вечеря відбувалася зі спільних мисок. Дві миски лишалися порожніми: для померлих і відсутніх членів родини.
Святкування традиційно могли супроводжувати магічні дії, призначені залучити добробут у хату та завадити негараздам у наступному році: розтрушування сіна, забивання дірок у лавках, наслідування звуків худоби, домашньої птиці, бджіл, качання дітей по сіну. Частина куті віддавалася домашнім птахам і худобі. Кутя могла використовуватися для ворожіння: за її складом намагалися передбачити як вестиметься господарство. На Полтавщині діти ворожили, виймаючи випадкові речі, сховані під скатертинами: квітку, колосок тощо. Господар і господиня могли ворожити подібним чином. Відомий звичай у переддень Різдва запрошувати на вечерю самотніх, бездомних людей.

### Колядування

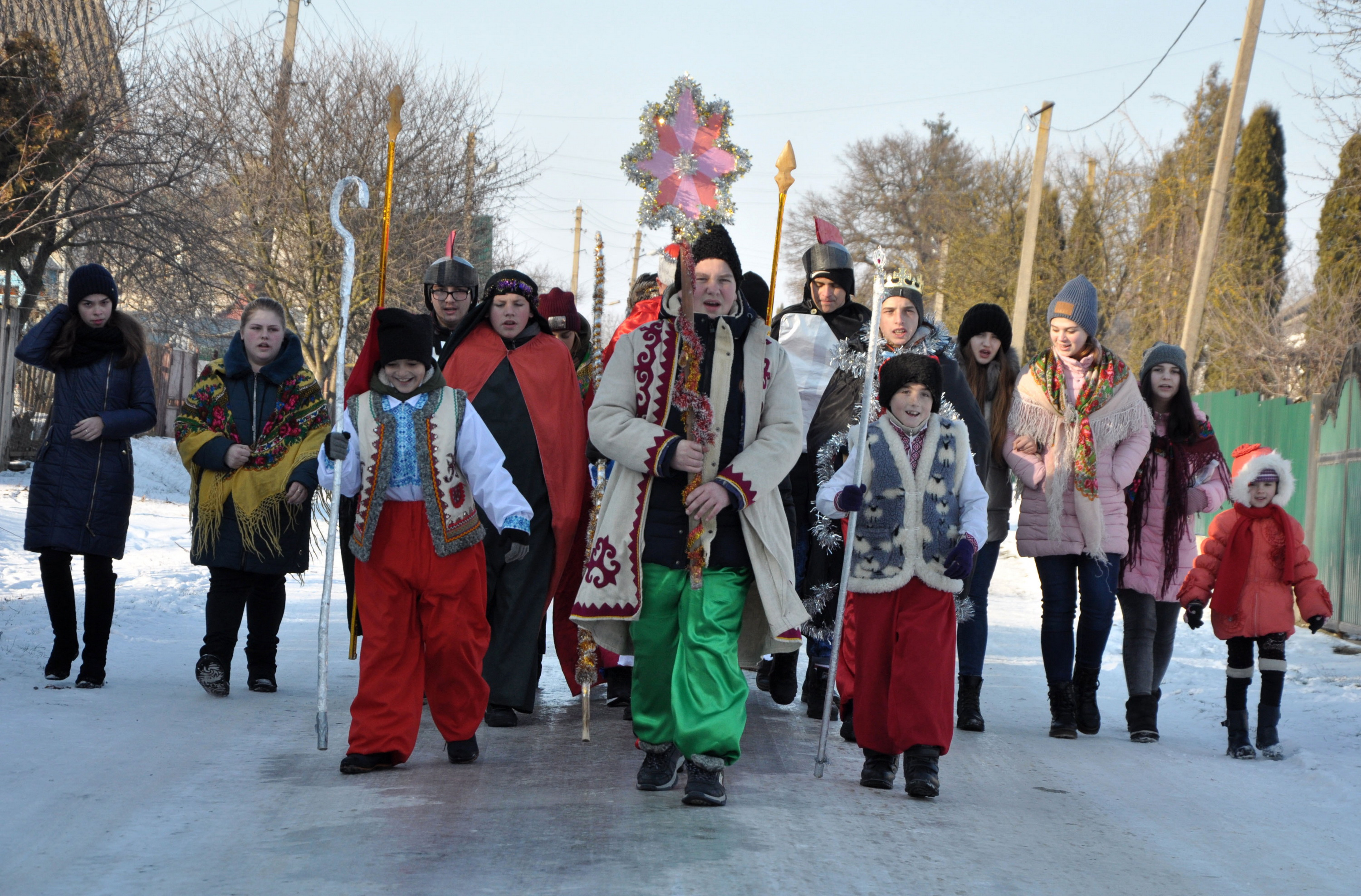
Сучасний вертеп

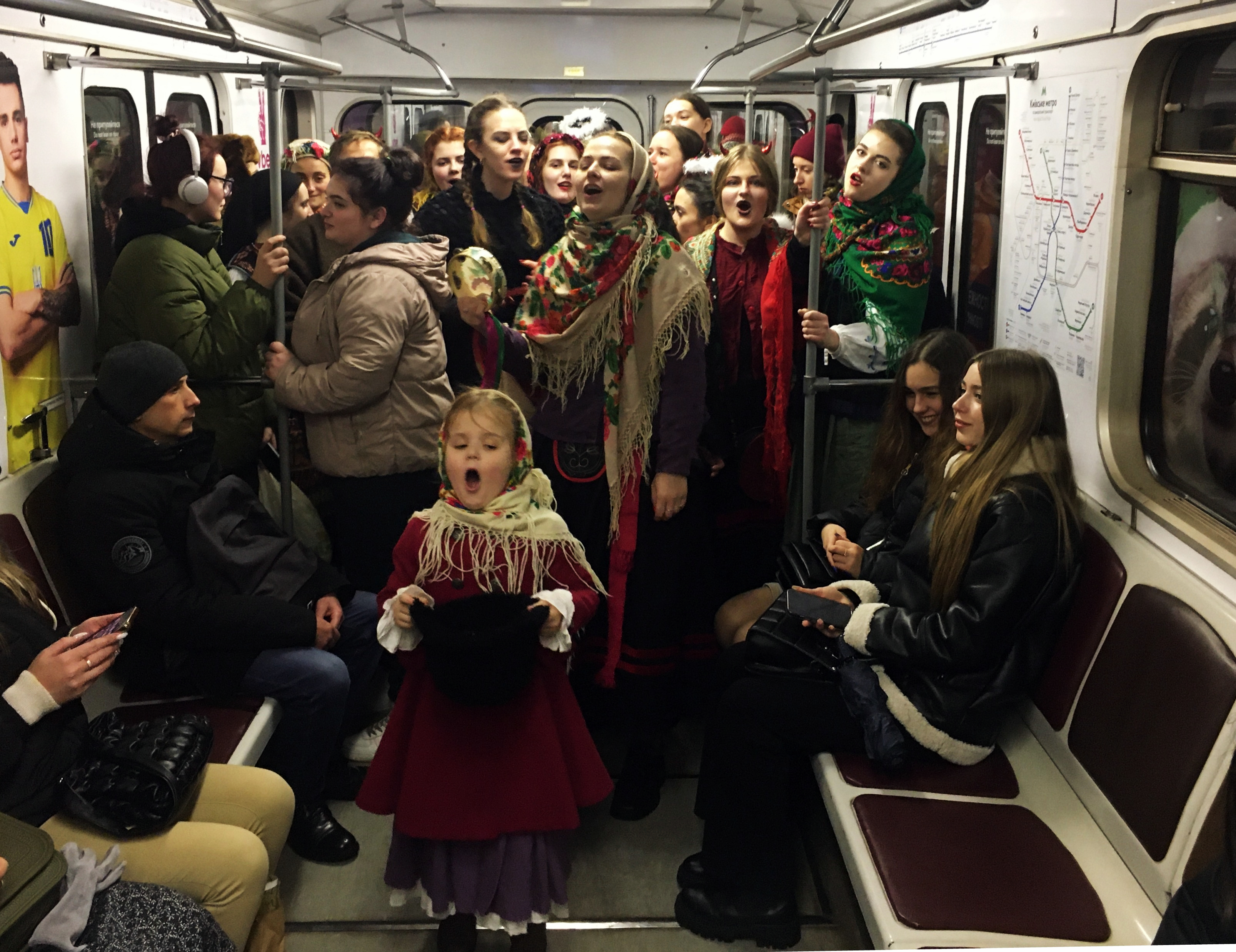
Колядники колядують у вагоні Київського метрополітену 25 грудня 2023 р.

Ніч, що настає після вечері, відома як «Свята ніч», у яку злі та добрі духи блукають серед людей. Наступного дня починаються колядування, спершу найменші діти йдуть співати колядки в родичів, потім старші йдуть до чужих людей. Виняток складали хлопчики «полазники», які колядували до сходу сонця та уособлювали добрих духів. Господарям належить приймати колядників і віддячувати їм подарунками. Для дітей і дорослих відомі окремі різновиди колядок. Окремо виділяються дівочі колядки. На Поліссі відомі колядування для худоби (волам).
Молодші діти традиційно виконують віншування — колядки-побажання добробуту та повідомлення про Різдво. Взамін вони традиційно отримували книш, бублики, яблуко, горіхи, копійку. Запровадження християнства зробило відвідування церкви в перший день Різдва важливою складовою святкування. Служба тривала з 12-й ночі до 4-й ранку або й довше і до XIX ст. навіть на ній відбувалися співи дохристиянських колядок. Члени родини, що йшли на службу, вітали тих, які лишилися вдома по поверненню, за чим слідувала спільна молитва та сніданок. До вечора тривало затишшя, за винятком відвідування молодими подружжями своїх батьків і дідів. Ввечері молодь розпочинала колядування, що тривало ще 2-3 дні. Хлопчики та чоловіки колядували для всіх, а дівчата іншим дівчатам і малим дітям. Дорослі колядники розігрували сценки (вертеп), що відтворюють обряди родючості за участю Кози, та сценки, пов'язані з епізодами народження Христа. Ці дійства часто включали посилання на актуальні події, політику. З-поміж них є як біблійні (Три царі, Цар Ірод), так і фольклорні (Смерть, Чорт) та суспільно-політичні (Циган, Шинкар, Солдат, Козак). Вертепні дійства відомі з XVII—XVIII ст. На Галичині, Волині та деяких місцевостях півдня України вони відбувалися аж до приходу більшовиків і відродилися за незалежності.